# BBC US Hiefenech
O Basketball Clube Union Sportive Hiefenech, conhecido mais popularmente apenas como US Hiefenech e USH, é um clube de basquetebol que disputa a Nationale 1 de Luxemburgo. Sua sede fica na cidade de Heffingen, Cantão de Mersch e seus jogos são mandados no Centro Esportivo Heffingen com capacidade para 800 espectadores.

## Títulos

### Nationale 1
- Campeão (4):1988-89, 1989-90, 1990-91, 1995-96

### Copa de Luxemburgo
- Campeão (4):1993-94, 1994-95, 1997-98, 1999-00

## Temporada por temporada
| Temporada | Nivel | Liga        | Pos. | TR   | PL  | Resultado         |
| --------- | ----- | ----------- | ---- | ---- | --- | ----------------- |
| 2011-12   | 1     | Nationale 1 | 10   | 2-16 |     | Rebaixado         |
| 2012-13   | 2     | National 2  | 1    | 17-1 |     | Promovidocampeão  |
| 2013–14   | 1     | Nationale 1 | 10   | 2-16 |     | Rebaixado         |
| 2014–15   | 2     | Nationale 2 | 3    | 14-4 |     | Promovido         |
| 2015–16   | 1     | Nationale 1 | 9    | 4-14 |     | Rebaixado         |
| 2016-17   | 2     | Nationale 2 | 2    | 15-3 |     | Promovido         |
| 2017-18   | 1     | Nationale 1 | 10   | 3-15 |     | Rebaixado         |
| 2018-19   | 2     | Nationale 2 | 3    | 11-5 |     | Promovido         |
| 2019-20   | 1     | Nationale 1 | 5º   | 9-9  |     |                   |
| 2020-21   | 1     | Nationale 1 | 9º   | 9-13 |     |                   |
| 2021-22   | 1     | Nationale 1 | 5º   | 13-9 | 0-2 | Quartas de finais |
| 2022-23   | 1     | Nationale 1 | 12º  | 6-22 |     | Rebaixado         |
| 2023-24   | 2     | Nationale 2 | 1º   | 14-2 |     | Promovido         |
| 2024-25   | 1     | Nationale 1 | 11º  | 7-21 |     | Rebaixado         |

fonte:eurobasket.com

## Ligações Externas
- Sítio da Federação Luxemburguesa
- US Hiefenech no eurobasket.com